# Edward Douglas-Scott-Montagu, 3. Baron Montagu of Beaulieu

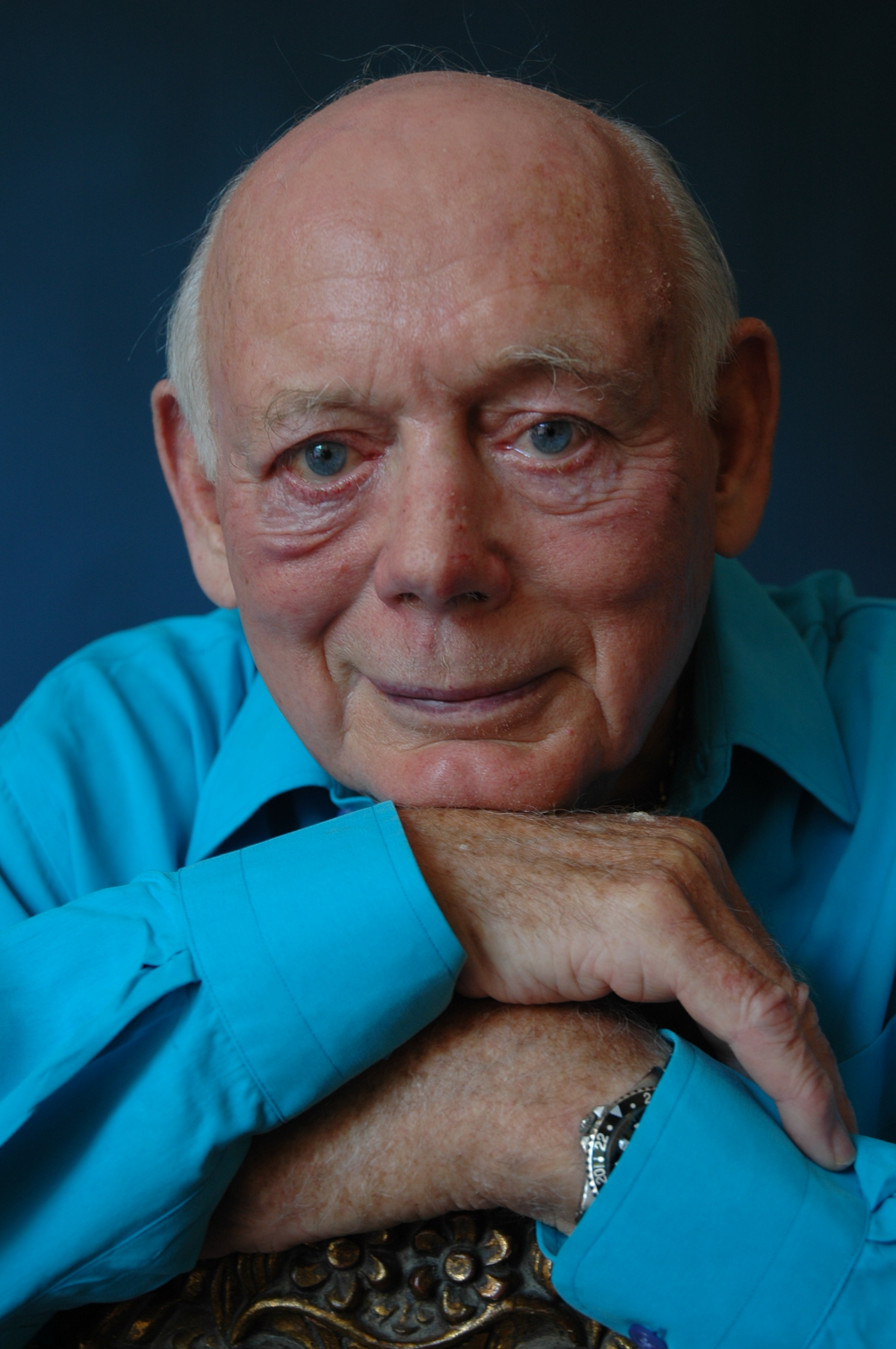
Edward Douglas-Scott-Montagu, 3. Baron Montagu of Beaulieu (2006)

Edward John Barrington Douglas-Scott-Montagu, 3. Baron Montagu of Beaulieu (* 20. Oktober 1926 in London; † 31. August 2015) war ein britischer Politiker der Conservative Party, Peer und Gründer des National Motor Museums. 1954 wurde er wegen homosexuellen Geschlechtsverkehrs zu einer Haftstrafe verurteilt.

## Leben und Karriere
Montagu wurde 1926 in London geboren und erbte den Titel Baron Montagu of Beaulieu 1929 im Alter von zwei Jahren, als sein Vater John Douglas-Scott-Montagu, 2. Baron Montagu of Beaulieu bei einem Unfall ums Leben kam. Seine Mutter, Alice Crake (1895–1996), war die zweite Frau seines Vaters. 
Er besuchte die St. Peter's Court School und das Ridley College in Kanada, das Eton College und das New College. Montagu diente bei den Grenadier Guards. Er war in dieser Zeit auch in Palästina stationiert, bevor das britische Mandat endete.

## Mitgliedschaft im House of Lords
Als er das dafür notwendige Alter erreicht hatte, nahm Montagu 1947 seinen Sitz im House of Lords ein und hielt am 20. Januar 1948 seine Antrittsrede zum Thema Palästina. Als seine politischen Interessen nannte er auf der Webseite des Oberhauses Nationales Erbe, Museen und Galerien, Straßentransport, Motorindustrie und Tourismus. Als Staaten von Interesse nannte Montagu Kanada und die USA.
Nach dem Ablauf seiner Haftstrafe wurde er wieder im Oberhaus aktiv. Er verließ für einige Zeit die Konservativen und war in dieser Zeit Crossbencher. Einige Zeit später kehrte er zurück. Als durch den House of Lords Act 1999 die meisten Hereditary Peers ausgeschlossen wurden, gehörte er zu denjenigen, die gewählt wurden und ihren Sitz behielten.
Seine Anwesenheit bei Sitzungstagen lag im Zeitraum seit 2001 im mittleren Bereich. Zuletzt meldete er sich am 8. Juni 2009 zur dritten Lesung der Marine and Coastal Access Bill zu Wort.

## Weitere Ämter
Montagu war 1957 Präsident der Historic Commercial Vehicle Society. Von 1973 bis 1978 war er der erste Präsident der Historic Commercial Vehicle Society. Er war von 1977 bis 2004 Präsident des Southern Tourist Board. Von 1978 bis 1981 war er der erste Präsident der European Union of Historic Houses Associations. Von 1980 bis 1983 war er Präsident der FIVA, des Weltverbands der Oldtimer-Clubs. Von 1982 bis 1984 war er Präsident der Museums Association. Seit 1983 war er Kanzler (Chancellor) der Wine Guild UK. Seit 1988 war er Präsident der Federation of British Historic Vehicle Clubs. Von 1991 bis 2000 war er President Emeritus der Tourism Society. Seit 1993 war er Ehrenvizepräsident (Honorary Vice-President) des Veteran Car Club of Great Britain und seit 1996 Präsident der United Kingdom Vineyards Association. 2000 war er Präsident des Millennium Institute of Journalists. Er war Mitglied der Commission Historique Internationale de FIA (Federation Internationale de l'Automobile) und beim International Council of Museums. In seinen letzten Lebensjahren war er auch Direktor bei Commodore Corporate Travel, Beaulieu Enterprises Ltd und Vintage Tyre Supplies Ltd.

## Weitere Aktivitäten
Montagu gewann über seinen Vater das Interesse für Autos und Motorsport. Dieser hatte die originale Spirit of Ecstasy-Kühlerfigur für seinen Rolls-Royce in Auftrag gegeben. Mit seiner Familiensammlung von historischen Autos führte ihn dies 1952 zur Eröffnung des National Motor Museum auf seinem Grundbesitz Palace House in Beaulieu.
Montagu gründete 1956 das The Veteran And Vintage Magazine und setzte seine Arbeit an der Entwicklung des Museums fort. Dabei wurde er im Tourismusbereich bekannt. Er war Chairman des English Heritage von 1984 bis 1992. In dieser Zeit ernannte er Jennifer Page, die später beim Millennium Dome tätig war, 1989 zum Chief Executive Officer.

## Sexualität
Montagu wusste früh in seinem Leben, dass er bisexuell ist. Während er an der University of Oxford studierte, war er erleichtert, als er feststellte, dass es dort andere mit den gleichen Empfindungen gab. In einem Interview, das er 2000 gab, sagte er: „Meine Zuneigung zu beiden Geschlechtern wurde an der Universität nicht geändert und ließ auch nicht nach, und es war erleichternd herauszufinden, dass ich nicht die einzige Person war, die mit einer solchen Situation konfrontiert war. Ich eckte weniger als meine Zeitgenossen an, da ich mich mit meiner Bisexualität abgefunden hatte, aber ich war weiterhin nervös darüber entdeckt zu werden.“

### Verfahren und Haft
Obwohl er seine Homosexualität vor der Öffentlichkeit geheim hielt, wurde er Mitte der 1950er Jahre zu „einer der berüchtigtsten Persönlichkeiten des öffentlichen Lebens seiner Generation“, nachdem er verurteilt und inhaftiert worden war für „Verschwörung mit dem Ziel, bestimmte männliche Personen dazu zu bringen, ernsthafte Vergehen mit anderen männlichen Personen zu verüben“. Diese Anklage wurde auch 1895 in den Verfahren gegen Oscar Wilde erhoben und bis 1967 verwendet.
In der Atmosphäre des Kalten Krieges der 1950er Jahre prägten Hexenjagden, später Lavender Scare genannt, das Leben vieler homosexueller Männer und lesbischer Frauen in den Vereinigten Staaten. Die politische Atmosphäre in Großbritannien war virulent anti-homosexuell. Der damalige Innenminister Sir David Maxwell Fyfe kündigte an, dass „ein neuer Antrieb unternommen würde, England von dieser Plage (male vice) zu befreien.“ In britischen Gefängnissen wurden damals jedes Jahr tausende Männer wegen homosexueller Vergehen inhaftiert. Verdeckt ermittelnde Polizisten handelten als Agents provocateurs und posierten als schwule Männer an öffentlichen Plätzen. Die vorherrschende Stimmung war eine kaum verhüllte Paranoia.
Bei zwei Gelegenheiten wurde Montagu angeklagt und bei den Winchester Assizes verurteilt. Zunächst 1953 für angebliche Inanspruchnahme sexueller Vorteile eines 14 Jahre alten Pfadfinders in seiner Strandhütte am Solent, einen Vorwurf, den er immer zurückwies. Die Staatsanwälte scheiterten daran, eine Verurteilung zu erreichen. 1954 wurde er erneut mit dem Vorwurf „grober Verstöße“ mit einem Mitglied der Royal Air Force während einer Wochenendparty im Strandhaus auf seinem Anwesen verhaftet. Auch diesen Vorwurf hat Montagu zurückgewiesen. Dennoch wurde er zu einer zwölfmonatigen Haftstrafe für „gemeinschaftliche homosexuelle Verstöße“ zusammen mit Michael Pitt-Rivers und Peter Wildeblood verurteilt.

### Rolle in der Geschichte der Homosexuellen
Im Gegensatz zu den anderen Angeklagten des Verfahrens bestand Montagu weiter auf seiner Unschuld. Das Verfahren verursachte einen Wandel in den Meinungen einiger Politiker und Kirchenoberen, was zur Gründung des Wolfenden Committee führte, das 1957 einen Bericht vorlegte, der die Entkriminalisierung von homosexuellen Aktivitäten im Privaten zwischen zwei Erwachsenen empfahl. Zehn Jahre später setzte das Parlament die Empfehlung um – ein großer Wendepunkt in der Geschichte der Homosexuellen in Großbritannien, wo die Homosexualität unter Männern seit 1533 verboten gewesen war. 
In einem Interview antwortete Montagu im Jahre 2007 auf die Frage, ob er und seine Mitangeklagten bei der Entkriminalisierung der Homosexualität in Großbritannien wichtig waren: „Ich bin froh, dass das Gesetz zum Nutzen so vieler Menschen geändert wurde. Ich würde gerne denken, dass ich etwas von dem Verdienst teile. Vielleicht bin ich prahlerisch damit, aber ich denke, wegen der Art, wie wir uns benahmen und unser Leben danach führten. Weil wir nicht unsere Geschichten verkauften, sondern einfach ins normale Leben zurückkehrten; ich denke, das hatte einen großen Einfluss auf die öffentliche Meinung.“

## Familie
Douglas-Scott-Montagu heiratete 1958 Elizabeth Belinda Crossley, eine Enkelin von Savile Crossley, 1. Baron Somerleyton; mit ihr bekam er einen Sohn und eine Tochter. 1974 ließen sie sich scheiden.
- Ralph Douglas-Scott-Montagu, 4. Baron Montagu of Beaulieu (* 13. März 1961)
- Hon. Mary Rachel Scott (* 1964)

Im selben Jahr heiratete er seine zweite Frau Fiona Herbert. Zusammen bekamen sie einen Sohn:
- Hon. Jonathan Deane Douglas-Scott-Montagu (* 11. Oktober 1975)

Douglas-Scott-Montagu und seine Söhne stehen auch in der Erbfolge der Titel Duke of Buccleuch und Duke of Queensberry sowie der Titel, die diesen nachgeordnet sind.
Nach seinem Tod erbte sein ältester Sohn Ralph den Titel.

## Memoiren
Fast ein halbes Jahrhundert lang lehnte es Montagu ab, öffentlich über seine Verurteilung zu reden. Stattdessen fokussierte er seine Energien auf das National Motor Museum und andere Aktivitäten. 2000 brach er sein Schweigen mit der Veröffentlichung seiner Memoiren Wheels Within Wheels, in denen zwei Kapitel der Geschichte seines Verfahrens und der Haftstrafe gewidmet sind. In Interviews sagte Montagu, dass er mit der Veröffentlichung seine Geschichte „zurechtrücken möchte“, da er „denke, dass es wichtig ist, es korrekt darzustellen.“
Die Geschichte des Verfahrens von Montagu wurde 2007 in einer Dokumentation des Channel 4 unter dem Titel A Very British Sex Scandal erzählt.

## Veröffentlichungen
- Antique Cars, Book Sales, 1974/1985, ISBN 978-0905015071
- Early Days on the Road: An Illustrated History, 1819–1941, Universe Pub, 1976, ISBN 978-0876632437
- Jaguar, Quiller Press, 1992, ISBN 978-1870948463
- Wheels Within Wheels, Weidenfeld & Nicholson, 2000, ISBN 978-0297817390
- The Beaulieu Encyclopedia of the Automobile, Stationery Office Books, 2000, ISBN 978-0117023192 (Autor: Nick Georgano, Vorwort: Lord Montagu)